# 멜포메네

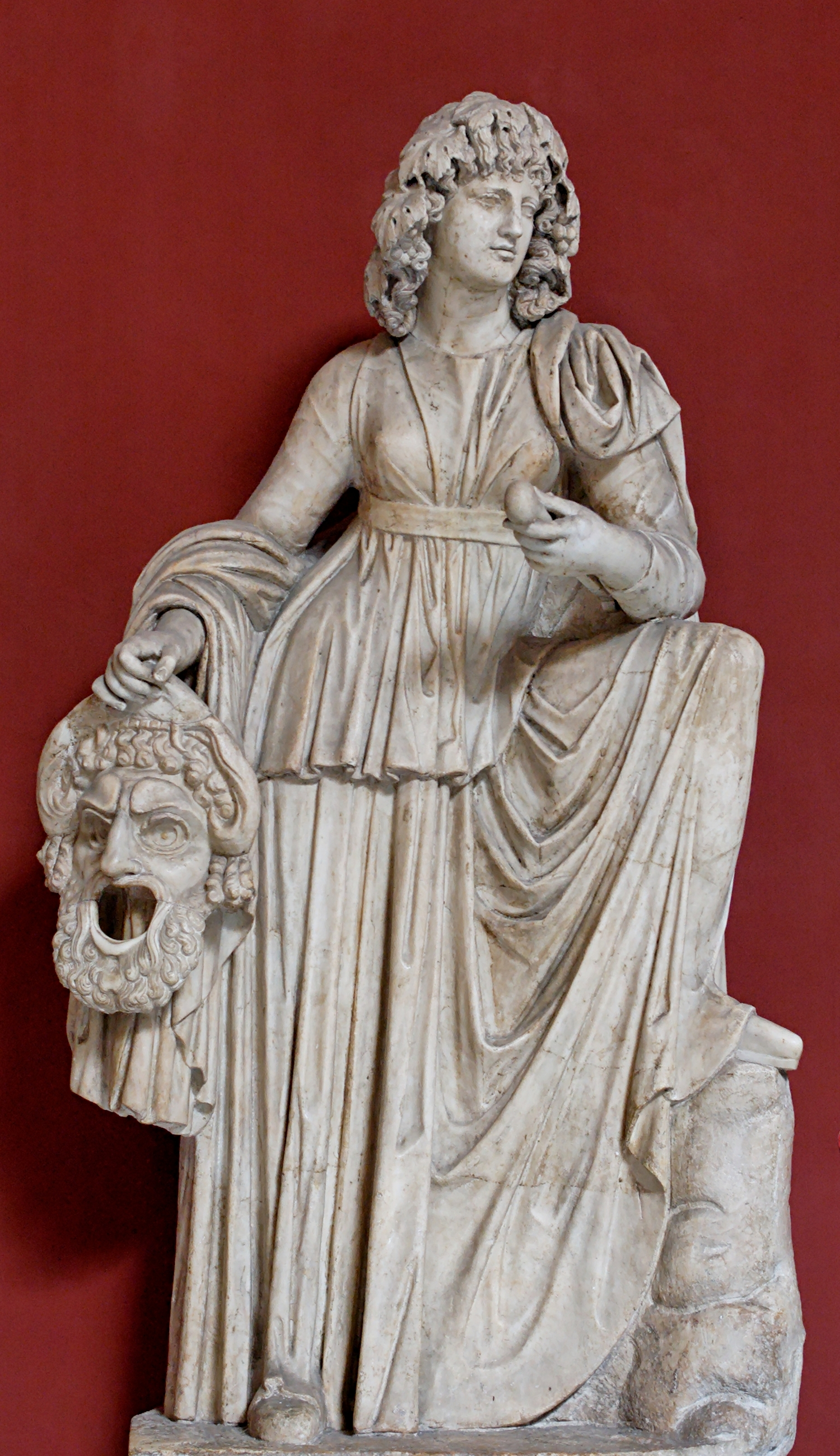
멜포메네, 비극의 무사

멜포메네(Melpomene)는 그리스 신화에 나오는 무사의 하나로 비극을 맡고 있는 여신이다. 머리에는 사이프러스 나무로 만든 관을 쓰고 손에는 비극적인 표정의 가면과 단검 혹은 운명의 몽둥이를 들고 있으며 고대 그리스의 비극 배우들이 신던 반장화를 신은 모습으로 표현된다.
멜포메네는 제우스와 므네모시네의 딸로 8명의 자매 에라토(서정시/연애시의 무사), 에우테르페(음악의 무사), 우라니아 (천문의 무사), 칼리오페(서사시/영웅시의 무사), 클리오(역사의 무사), 탈리아(희극의 무사), 테르프시코레(무용의 무사), 폴리힘니아(찬가/무악의 무사)가 있다.

## 대중문화
- 로마와 그리스의 서사시에서는 전통적으로 아름다운 서정 어구를 창작할 수 있도록 멜포메네 여신에게 염원하였다.
- 멜포메네는 조지 필의 시 "오이노네의 탄식"의 첫구, 존 키츠의 시 "이자벨라, 바실 단지"의 LVI번째 연에서 언급된다.
- 덴마크의 록 밴드 캐시미어의 2003년 앨범 《Zitilites》에는 멜포메네라는 제목의 음악이 수록되어 있다.
- 월트 디즈니 픽쳐스의 영화 《헤라클레스》에 멜포메네가 등장하는데, 미국에서는 뮤지컬 배우인 쉐릴 프리먼이 목소리 연기를 맡았으며 한국에서도 역시 뮤지컬 배우인 최정원이 목소리 연기를 맡았다.
- 비디오 게임 《데드 오어 얼라이브 2》에서 캐릭터 헬레나 더글라스의 전투 테마 제목은 "Blazed up Melpomene"이다.
- 마리 테스타의 브로드웨이 뮤지컬 《제너두》에서 멜포메네가 묘사된다.
- 멜포미니(Melpominée)는 롤플레잉 게임 《뱀파이어 : 마스쿼레이드》에서 불협화음의 딸이 사용하는 기술이다.

## 같이 보기
- 이오안네스 트제트제스